# Prunus axitliana
Prunus axitliana är en rosväxtart som beskrevs av Paul Carpenter Standley. Prunus axitliana ingår i släktet prunusar, och familjen rosväxter. Inga underarter finns listade i Catalogue of Life.